# .pf
.pf — в Інтернеті, національний домен верхнього рівня (ccTLD) для Французької Полінезії.

## Домени 2-го та 3-го рівнів
У цьому національному домені нараховується близько 668,000 вебсторінок (станом на лютий 2016 року).
У наш час використовуються та приймають реєстрації доменів 3-го рівня такі доменні суфікси (відповідно, існують такі домени 2-го рівня):
| Суфікс  | Регламентовані користувачі          |
| .gov.pf | Державні та урядові установи        |
| .org.pf | Неприбуткові, неурядові організації |